# Сима Андрејевић
Сима Андрејевић Игуманов (Призрен, 30. јануар 1804 — Призрен, 24. фебруар 1882) био је српски трговац, хуманиста и црквено-просветни добротвор. Остао је упамћен у Старој Србији као један од првих задужбинара у области школства и народне просвете.

## Биографија
Рођен је у Призрену 1804. године у породици угледног и познатог призренског трговца Андреје Ђорђевића, а умро је у Призрену у седамдесет деветој години живота. Био је поред три брата Апостола, Крагуја и Петра, најмлађе дете у породици. И отац и мајка Јана су рано умрли. У Призрену је радио као млад у фабрикама бурмута, где је добро изучио занат и стекао нешто новца, спреман да га уложи у своју самосталну мануфактуру. Оженио се 1833. године Султаном Дрвадаревић из Призрена. Живели су у браку четири године и изродили двоје деце: Манојла и Магу. Када су му након четири године умрле жена и кћерка у Призрену, решио је да се више не жени и сав се посветио свом сину Манојлу.
Додељен му је Орден Таковског крста првог степена и Орден књаза Данила I петог степена.

### Породица
Породица Андрије Ђорђевића уживала је велики углед у Призрену. Андрија је потицао од старих Призренаца и био је богат и угледан трговац, поштен човек и велики родољуб. Андрија, као вешт трговац, стекао је велики капитал који је улагао у националне пројекте, помажући све видове борбе за ослобођење од Турака. Као трговац путовао је и изван граница Турске и видео како живе други народи. Желео је да сазна више о настајању новог грађанског друштва и упозна се са деловањем народноослободилачких покрета како у Турској тако и у другим европским земљама. Као велики родољуб учествовао је у припремама Првог српског устанка. Најстарији син Апостол, отишао је у манастир Светог Марка, да га спасава од пропадања и да сачува манастирску школу у њему, а два средња сина, Крагуј и Петар, иако још млади, придружили су се Карађорђу у борбама Првог српског устанка. Једино је са родитељима код куће остао мали Сима. Отац је трагично преминуо у тамници, а мајка од туге за супругом. Сима је од најранијег детињства живео у средини снажно надахнутој родољубљем, што је и имало утицаја на његово сазревање и развој. Знао је да су Турци мучили његовог оца због учешћа у припремама Првог српског устанка. Најстарији брат му је био узор. Сима је провео детињство у атмосфери која ће омогућити да се развије у снажну родољубиву личност и приврженог хришћанина српске светосавске цркве. Растући у таквој атмосфери од малих ногу заветовао се да ће ићи истим путевима свога оца и браће. Школовао се у манастиру Свети Марко, у селу Кориши код Призрена, где је његов брат јеромонах Аксентије, касније игуман, водио бригу о њему. За оно време стекао је добро образовање. Био је човек снажног духа и чврсте воље, систематичан и упоран борац да оствари своје идеје. Живео је у доба великих политичких превирања у Европи, посебно на Балкану. Према сопственој жељи, сахрањен је у породичној гробници у Манастиру Светог Марка.

### Порекло презимена
О Симиним прецима и њиховом породичном презимену, може се рећи да је било непроменљиво за више генерација, јер је код Срба био обичај да се презивају по очевом или дедином имену. Сима је носио презиме Андрејевић по очевом имену Андреја, Симин отац се презивао Ђорђевић, јер му се отац звао Ђорђе. Сима је имао још једно презиме Игуманов, које је узео по брату (игуману) 1856. године. Његов брат Аксентије постао је игуман манастира Св. Марка, а Сима који је одрастао у манастиру - живео до 18. године, већ је био и познат као Сима игуманов. То презиме је званично настало и у документима у Русији, кад је Сима прешао из Одесе у Кијев. Призренски кожари, који су довозили робу у Кијев, тражили су Симу Игуманова, али је руским трговцима то презиме било непознато. Он је за њих био трговац друге гиљде (у Русији су се трговци разврставали на прве и друге гиљде). Иако није био ни Рус ни Украјинац, заузимао је високо место у руском трговачком свету. Сима је тако и прихватио презиме које су му приписали његови Призренци и званично се презивао Сима Андрејевић Игуманов.

## Трговац
Бавио се прерадом и трговином дувана. Као трговац је радио од 1846. године у Цариграду и Одеси, а настанио се у Кијеву. Када се обогатио, почео је да се бави добротворним радом. Слао је богате прилоге у новцу и стварима црквама и манастирима по Старој Србији. Свесрдно је помагао школовање младих Срба и искрено се интересовао за просветне прилике у Србији. Своје богатство је пренео у Србију и употребио га за подизање просветних установа од опште користи.

## Задужбинар
Сима Игуманов, иако не мање заслужан од других српских задужбинара деветнаестог века у области школства и просвете, био је недовољно познат не само у свом времену него и касније. Он је осмислио рад Призренске богословије много пре него што је покренуо питање њеног оснивања. Радио је плански и осмишљавао све до најситнијих детаља.

### Призренска богословија
Године 1872, је у Призрену подигао угледну зграду и у њој отворио Богословско-учитељску школу, која је дала значајан број учитеља и свештеника, не само Јужној Србији, него и Црној Гори, Босни и Херцеговини. Школовање српских дечака и младића било је бесплатно, јер је Сима Андрејевић обезбедио сигурне изворе прихода за рад школе и остале њене потребе. Била су обезбеђена сва наставна средства и уџбеници, као и школски прибор. Школа је позната као Призренска богословија, иако је њен учитељски карактер био изузетно важан. Зграда је подигнута за годину дана. Ту су ученици и учили и становали. Школа је била интернатског типа. Циљ је био да се унапреди школски систем у Старој Србији. Тај систем који је Сима осмислио, заједно са својим сарадницима и пријатељима, најбоље се могао изградити и успешно реализовати отварањем већег броја српских школа и школовањем што већег броја српских дечака и младића. Кроз већи број школованих људи је било могуће да се оствари културни препород српског народа у заосталим српским крајевима под Турском. Призренска богословија имала је и богату библиотеку. Школовани млади људи, који су остајали у свом завичају, радили су касније као народни учитељи или свештеници.
Издржавање те просветне институције осигурао је једним имањем, купљеним у Београду на Теразијама.

### Игумановљева палата
У центру Београда се налази његова задужбина, тзв. Игумановљева палата позната још и као Задужбина Симе Андрејевића Игуманова у Београду. Саграђена је 1938. године према пројекту двојице архитеката браће Крстић (Петра и Бранка).
Сазидана је у стилу модернизма. На прочељу фасаде налази се натпис Задужбина Симе Андрејевића Игуманова Призренца. Сима Андрејевић је подигао палату на Теразијама и установио задужбину која је редовно приходовала. На тај начин је био у могућности да финансира другу задужбину Богословско-учитељску школу у Призрену. Замишљена је као модернизована верзија српско-византијског стила са широким аркадама у приземљу.

### Обележавање педесетогодишњице смрти Симе А. Игуманова
Из његове биографије се види да је умро између 23. и 24. фебруара 1882. године. Петар Костић, сенатор, је организовао прославу на којој није могао да присуствује. У Призрену је одржана свечаност. После парастоса у цркви, литија је, на челу са војном музиком, пошла до споменика Симе Игуманова. Положен је венац на споменик, а ректор се обратио присутнима речима:
| „ | Драга и светла сени! У име читавих плејада твојих питомаца и радника живих и мртвих и у име садањих радника у твојој задужбини и у име знаних и незнаних, стојим пред тобом и у знак захвалности полажем овај венац на твој споменик. | ” |

## Споменици Симе А. Игуманова
Прослава 50 година Призренске богословије, прве српске средње школе у Старој Србији, из објективних разлога није прослављена 1921. већ 1922. године. Првог дана свечаности, 14. октобра, откривен је први споменик Сими Игуманову поред реке Бистрице. Споменик је уништен у јуну 1999. године.
На Игуманову палату у Београду је крајем 1938. године, на висину од 40 метара постављена монументална скулптура висока три и по метра, Сима Игуманов са сирочићима. Скулптуру је направио Лојзе Долинар. Група скојеваца ју је 1950. године, у сред дана, чекићима разлупала. Нова скулптура, истог изгледа, рад Зорана Кузмановића, је враћена на врх Игуманове палате након 71 године, 22. априла 2021. Задужбина је национализована након Другог светског рата и 1991. је враћена Српској православној цркви. Од издавања у закуп одржава се Призренска богословија и стипендира се 300 ђака и студената са Косова и Метохије.
Две спомен бисте Сими Игуманову се налазе испред богословија у Нишу и Призрену. Приликом освећења новообновљене Богословије Светих Кирила и Методија у Призрену 15. маја 2016. године откривена је спомен биста задужбинару ове школе, рад академика Светомира Арсића-Басаре, коју је из Ниша даривао Призрену ректор (исељене Призренске богословије у Нишу) прота Милутин Тимотијевић. Бисту је освештао Патријарх српски Иринеј, који је био ђак, професор и ректор ове богословије. Биста у Нишу је рад вајарке Даринке Радовановић, а поред ове, испред богословије у Нишу су још 3 бисте, које је он урадила: Патријарха Павла, Ивана Јастребова и Петра Костића.

## Галерија
- Сима Игуманов
- Игуманова палата, Београд
- Игуманова палата, Београд
- Призренска богословија
- Призренска богословија
- Гроб Симе А. Игуманова у порти Манастира Светог Марка Коришког, изнад села Корише, код Призрена